# 인민관

인민관

인민관(人民冠, 독일어: Volkskrone 폴크스크로네[*])은 제1차 세계 대전 이후에 독일의 지자체 휘장에서 사용되는 관들이다.
원래 신성 로마 제국 및 그 후신인 독일 제국은 여러 영방국가들의 연방체로서, 각 영방국가들은 국가 군주의 격에 맞는 관(왕관, 공작관, 후작관, 후작모 등)을 국장에 사용했다. 독일 제국이 제1차 세계 대전에서 패전한 이후에 군주정과 귀족제가 폐지되면서 이런 군주관들이 인민관으로 대체되었다. 전간기에는 독일의 모든 주들이 인민관을 사용했지만, 제2차 세계 대전 이후의 현대 독일에서는 그마저도 사용하지 않는 주들이 많아져 소수 주에서만 인민관을 사용하고 있다.

바덴뷔르템베르크주의 소형 문장에 그려진 인민관
바이에른주의 문장에 그려진 인민관
베를린의 문장에 그려진 인민관
헤센주의 문장에 그려진 인민관
라인란트팔츠주의 문장에 그려진 인민관